# Bloodlust – Playing with Dolls 2
Bloodlust – Playing with Dolls 2 ist ein US-amerikanischer Independent-Slasherfilm von Rene Perez aus dem Jahr 2016.

## Handlung
Als AYO-886 Prisoner sein letztes Opfer brutal tötet, benötigt der Voyeur neue Opfer für den wahnsinnigen Killer. Er lädt eine Reihe erfolgloser Schauspieler zu einer vorgeblichen Horror-Realityshow, deren Gewinner eine Hauptrolle in einem Horrorfilm erhalten soll. Dazu gehören auch die alleinerziehende Mutter Stina, die so tief gefallen ist, das sie fast als Striptease-Tänzerin arbeiten musste, sowie Leibwächter Magnus, der für den „Filmstar“, den er eigentlich beschützen sollte, einspringt. Die Kandidaten werden zur Hütte gebracht, wo ein grausames Spiel beginnt. Der Killer tötet einen nach dem anderen. Erst viel zu spät erkennen Stina und Magnus, dass es sich um einen echten Killer handelt. Und so stellen sie sich ihm in einem verzweifelten Kampf entgegen.
Als Magnus und der Killer gerade gegeneinander kämpfen, kommt der Abspann. Das weitere Schicksal ist ungeklärt.

## Hintergrund
Bloodlust – Playing with Dolls 2 ist zwar eine direkte Fortsetzung zu Cinderella – Playing with Dolls (2015), jedoch wird das offene Ende des ersten Teils an keiner Stelle aufgelöst.
Wie der erste Teil handelt es sich um einen äußerst kostengünstigen Horrorfilm aus dem Schaffen von Rene Perez, der neben Regie auch für Drehbuch, Produktion, Musik, Kamera und Schnitt verantwortlich zeichnet.
Nachdem der Film relativ erfolglos in den Vereinigten Staaten veröffentlicht worden war, entschloss sich das Lightning Pictures im Vereinigten Königreich den Film als Mockbuster aufzulegen. Die vage Ähnlichkeit des Killers mit Leatherface aus Blutgericht in Texas sowie eine Szene mit einer Kettensäge reichte der Verleihfirma aus, den Film als Leatherface zu veröffentlichen, um von den Erwartungen auf den gleichnamigen Film zu profitieren.
Die deutsche Version erschien zunächst nur als geschnittene Version über das Label Great Movies. Eine Uncut-Veröffentlichung folgte 2021 über Inked Pictures.
Der Film wurde 2017 mit Havoc – Playing with Death: Meet the World’s Most Brutal Killer fortgesetzt.

## Kritiken
Auf Kino.de schrieb der Rezensent: „Hübsch brutaler Horrortrash, nach bewährten Genremustern vom notorischen Rene Perez routiniert angerichtet.“